# Epidendrum pergameneum
Epidendrum pergameneum är en orkidéart som beskrevs av Heinrich Gustav Reichenbach. Epidendrum pergameneum ingår i släktet Epidendrum och familjen orkidéer. Inga underarter finns listade i Catalogue of Life.